# Avtryckare
| Avtryckaren på en modern automatpistol. |  | En äldre, dubbelpipig pistol med två avtryckare. |
| Avtryckaren på en modern automatpistol. |  | En äldre, dubbelpipig pistol med två avtryckare. |

Avtryckare är den del på ett eldvapen som skytten trycker in för att avfyra vapnet. Den omges typiskt av en varbygel för att skydda från ofrivillig avfyrning.